# Lương Văn Tụy

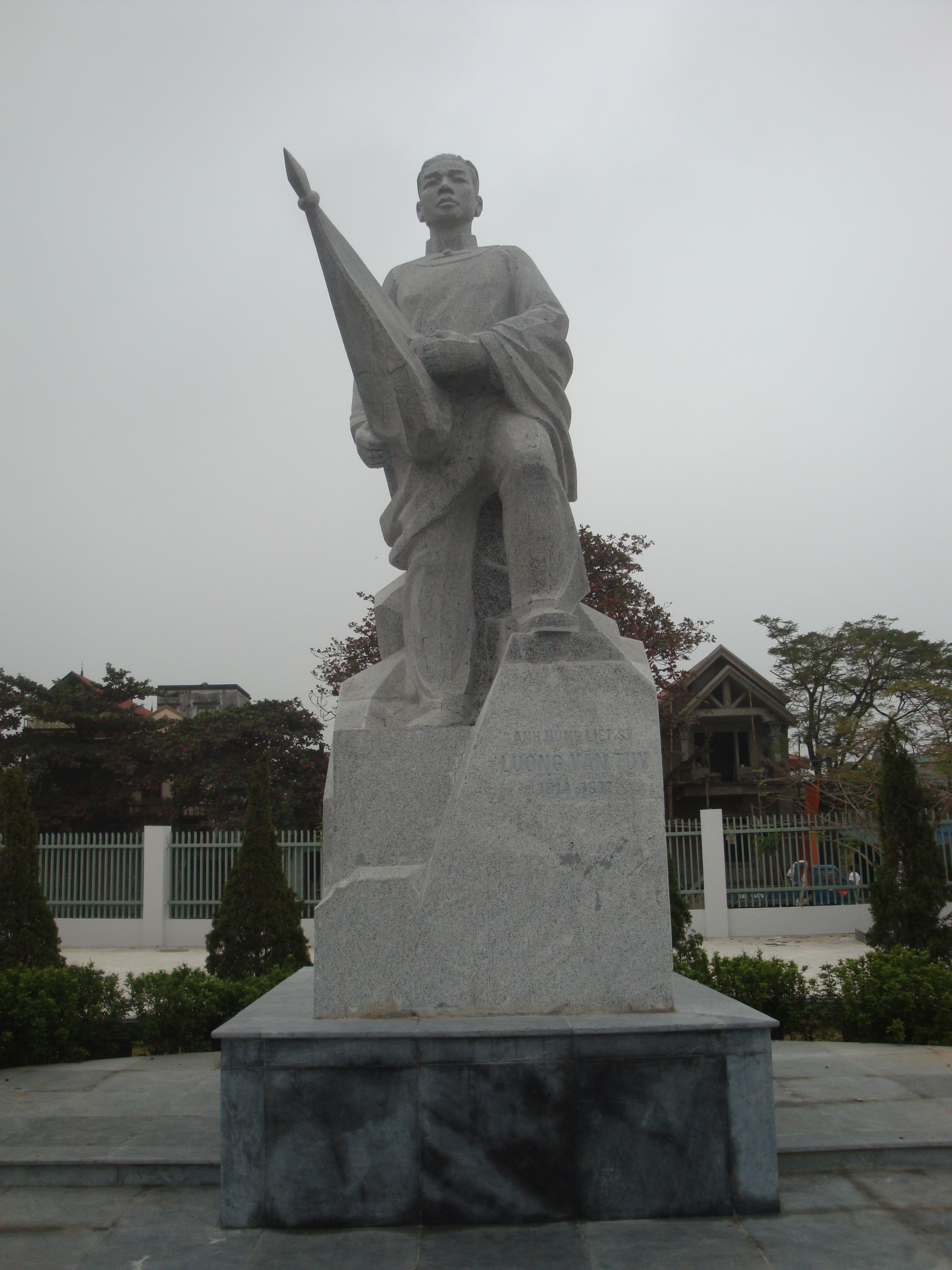
Tượng đài Lương Văn Tụy ở trung tâm thị trấn Nho Quan

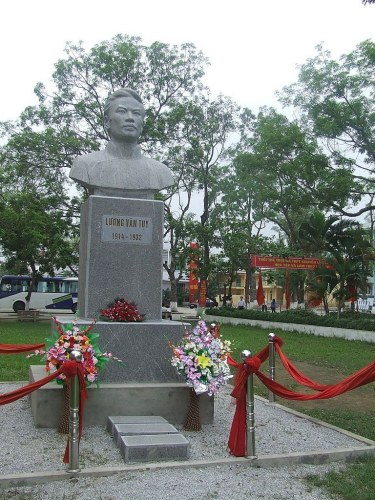
Tượng đài anh hùng Lương Văn Tụy ở trường PTTH Ninh Bình - Bạc Liêu

Lương Văn Tuỵ (1914-1932) là một chiến sĩ cách mạng trẻ tuổi vinh dự được phong tặng danh hiệu anh hùng lực lượng vũ trang nhân dân thời kì kháng chiến chống Pháp. Lương Văn Tụy người làng Lũ Phong, xã Quỳnh Lưu, huyện Nho Quan, tỉnh Ninh Bình. Là con của Lương Văn Thăng, cháu gọi Đinh Tất Miễn bằng cậu, đều là những đảng viên cộng sản đầu tiên của tỉnh Ninh Bình.
Năm 15 tuổi, Lương Văn Tuỵ đã bước vào hoạt động cách mạng. Năm 1929, anh được kết nạp vào một tổ chức thanh niên cộng sản ở Ninh Bình được gọi là Đội Võ trang tuyên truyền tỉnh Ninh Bình. Anh được giao nhiệm vụ làm liên lạc, in truyền đơn và các tài liệu bí mật.
Ngày 7/11/1929, chính quyền cách mạng quyết định cắm cờ búa liềm trên núi Non Nước để khích động tinh thần đấu tranh của quần chúng và kỷ niệm cách mạng tháng Mười Nga. Lương Văn Tuỵ đã nhận nhiệm vụ lịch sử này. Để đánh lừa quân địch, Tuỵ đã nhanh trí đeo thêm 2 quả lựu đạn giả vào chân cột cờ tạo mối khiếp sợ không dám đến gần.
Sau sự kiện cắm cờ Đảng, ngày 18 tháng 11 năm 1929, trong khi đang mang mang báo "Dân cày" số 2, có in bài tường thuật, kèm theo hình minh hoạ lá cờ bay trên đỉnh Dục Thuý đến phát ở Yên Mô, quân Pháp đã bắt anh đưa về nhà lao Ninh Bình giam giữ. Ngày 28 tháng 4 năm 1930, anh bị đưa ra xử ở toà thượng thẩm Hà Nội rồi bị đưa đi Côn Đảo. Năm 1932, theo chủ trương của Đảo uỷ, anh cùng một số đồng đội khác vượt biển về đất liền; bị gió to nên tất cả đều hi sinh. Năm ấy anh vừa tròn 18 tuổi.
Nhân dân Ninh Bình đã xây dựng tượng đài anh hùng Lương Văn Tuỵ trên đỉnh núi Non Nước. Tên tuổi của anh cũng được đặt cho một trường trung học nổi tiếng nhất Ninh Bình là Trường Trung học phổ thông chuyên Lương Văn Tuỵ. Anh cùng với cha ruột là Lương Văn Thăng và cậu ruột là Đinh Tất Miễn đều được đặt tên cho những đường phố ở thành phố Ninh Bình.